# 福島市立金谷川小学校
福島市立金谷川小学校（ふくしましりつ かなやがわ しょうがっこう）は、福島県福島市にあった公立小学校である。

## 概要
福島市南部の松川地区北部を通学区域とする。2020年5月1日現在、6学級81名の児童が在籍する。
2025年4月に松陵義務教育学校に統合されることになっており、廃止校舎については福島大学が水素エネルギー総合研究所の研究拠点とする計画がある。

## 沿革
- 1876年10月10日 - 学校創立。後に自治体合併、学制改革を経て信夫郡松川町立金谷川小学校となる。
- 1966年6月 - 松川町が福島市に編入され、福島市立金谷川小学校となる。
- 1969年3月31日 - 金沢分校が廃止される
- 1984年
  - 1月31日 - 屋内運動場が竣工する。
  - 2月17日 - 現在の校舎（RC造三階建）が竣工する。
  - 7月16日 - 水泳プール（25m×10m 6コース）が竣工する。

## 教育方針
教育目標

## 学校行事
| - 4月 - 5月 - 6月 | - 7月 - 8月 - 9月 | - 10月 - 11月 - 12月 | - 1月 - 2月 - 3月 |

## 通学区域
- 松川地域
  - 松川町美郷（三丁目）
  - 松川町浅川（福島市立松川小学校通学区域を除く）
  - 松川町関谷
  - 松川町金沢（福島市立松川小学校通学区域を除く）
  - 光が丘
  - 金谷川

## 進学先中学校
- 福島市立松陵中学校[5]

## 学区 / 校区内の主な施設
- 国道4号福島南バイパス
- 福島県道114号福島安達線
- JR東日本金谷川駅
- 福島大学
- 福島県立医科大学

## 交通
- JR東日本金谷川駅より1.8㎞[6]。